# جامعة المصطفی العالمیه
جامعة المصطفی العالمیه یکی از مراکز آموزشی مذهبی در قم و یکی از ارگان‌های مهم نظام جمهوری اسلامی ایران برای گسترش ایدئولوژی حکومت ایران از طریق شاخه‌های جهانی‌اش در دیگر کشورها است. این مرکز در سال ۱۳۸۷ از ادغام دو مجموعهٔ «سازمان مدارس و حوزه‌های علمیه خارج از کشور» و «مرکز جهانی علوم اسلامی» با دستور سید علی خامنه‌ای تشکیل شد. شاگردان این مدرسه جذب لشگرهای خارجی نیروی قدس که شاخه عملیات برون مرزی سپاه پاسداران است، می‌شوند.
این ارگان در شهر قم واقع شده و در ۶۰ کشور جهان شعبه دارد. جامعة المصطفی العالمیه در کشورهایی که جامعه مسلمان دارند نماینده دارد و از طریق این نماینده افراد مناسب برای آموزش اسلام را شناسایی و آن‌ها را برای آموزش طلبگی به قم اعزام می‌کند. این دانشگاه از بین افراد غیر ایرانی در مقطع دکترا دانشجو می‌پذیرد. طبق آماری که در وبگاه جامعة المصطفی اعلام شده، این ارگان تاکنون بیش از ۵۰۰۰۰ مرد و زن را از ۱۲۲ ملیت، تحت تعلیم و تربیت خود داشته که تاکنون، بیش از ۵۰۰۰۰ نفر از آنان دانش‌آموخته شده‌اند. از میان اهل سنت نیز دانشجویانی در این دانشگاه مشغول به تحصیل هستند. مقاطع تحصیلی دانشگاه مجازی المصطفی کاردانی، کارشناسی، کارشناسی ارشد و دوره‌های کوتاه مدت و پودمانی است. رشته‌های فقه و حقوق، قرآن و حدیث، اخلاق و تربیت، فلسفه، کلام و عرفان، مطالعات اسلامی، تاریخ و تمدن، ادیان و مذاهب، زبان و ادبیات، علوم انسانی ازجمله رشته‌های تحصیلی این دانشگاه است. به گفته کیهان لندن، جامعة المصطفی به سپاه پاسداران انقلاب اسلامی برای جمع‌آوری اطلاعات و جذب نیرو جهت عضویت در گروه‌های شبه‌نظامی کمک می‌کند.
در لایحه بودجه ۱۴۰۱ میزان بودجه در نظر گرفته شده برای جامعة المصطفی العالمیه با ۴ درصد افزایش نسبت به سال قبل، نزدیک به ۵۷۷ میلیارد تومان در نظر گرفته شد. این نهاد در سال ۲۰۲۰ از جانب وزارت خزانه‌داری آمریکا به اتهام ارتباط با فعالیت‌های نظامی-اطلاعاتی نیروی قدس سپاه پاسداران مورد تحریم قرار گرفت. دولت کانادا نیز این مرکز را به دلیل گسترش ایدئولوژی خود در خارج از ایران و استخدام نیروهای شبه‌نظامی خارجی تحریم کرد.

## پیشینه و تأسیس
پیش از انقلاب ۱۳۵۷ ایران شمار کمی از طلاب غیر ایرانی در قم از جمله در دارالتبلیغ اسلامی زیر نظر کاظم شریعتمداری درس می‌خواندند. پس از انقلاب توجه به طلاب برای گسترش اندیشه شیعه جلب شد. هدف، تربیت و آموزش این دسته از طلاب و برگرداندن آن‌ها به کشورهایشان برای تبلیغ و پیش بردن خطوط و اهداف گسترش شیعه در آن کشورها بود. به همین منظور و به پیشنهاد حسینعلی منتظری شورای سرپرستی طلاب غیر ایرانی در حوزهٔ علمیهٔ قم در شهریور ۱۳۵۸ تأسیس و در مدرسه حجتیه، فعالیت خود را آغاز نمود. تشکیل این شورا نخستین گام در توجه به بخش غیر ایرانی حوزه‌ها بود.

### بنیان‌گذاری

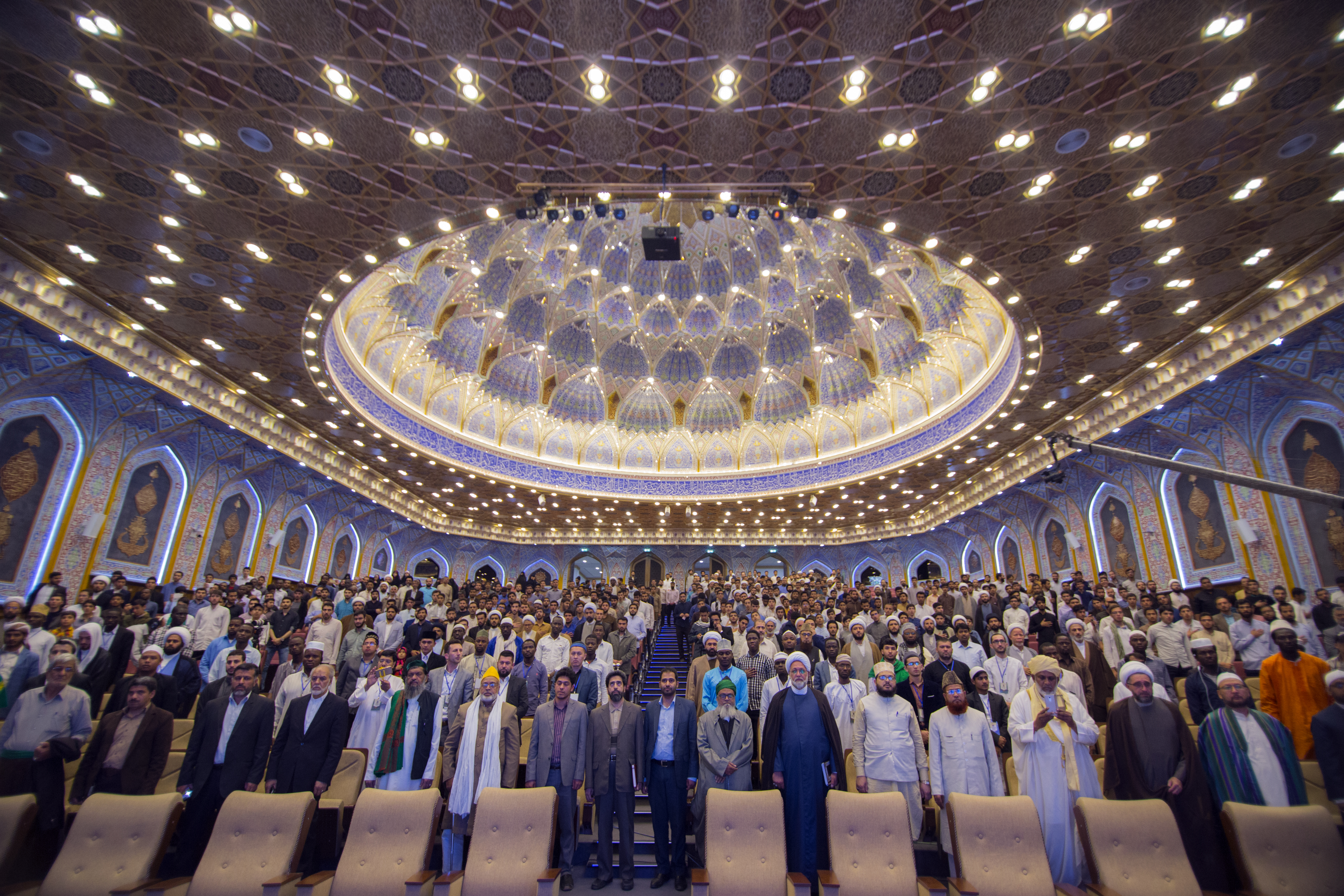
نمایی از درون ساختمان جامعة المصطفی قم

جامعة المصطفی از ادغام دو مجموعهٔ «سازمان مدارس و حوزه‌های علیمه خارج از کشور» و «مرکز جهانی علوم اسلامی» تشکیل شد. در ۱۷ فروردین ۱۳۸۷ سید علی خامنه‌ای در پیامی جامعة المصطفی را به جای مرکز جهانی علوم اسلامی، تأسیس کرد. در پیام سید علی خامنه‌ای به لزوم همکاری شورای عالی انقلاب فرهنگی، مجمع تقریب و مجمع جهانی اهل بیت با این نهاد تازه تأسیس اشاره شد تا جامعة المصطفی بتواند به رشد و توسعه مراکز علمی در پاسخگویی به نیازمندهای جهان معاصر برسد. این ارگان با حضور طلاب غیر ایرانی در مدرسه عالی خمینی در قم و با پیام سید علی خامنه‌ای شروع بکار کرد. جامعة المصطفی با ادغام ۲ ارگان سازمان حوزه‌ها و مدارس علمیه خارج از کشور و مرکز علوم اسلامی، تشکیل و علیرضا اعرافی، رئیس پیشین مرکز علوم اسلامی از سوی سید علی خامنه‌ای به ریاست آن منصوب شد. اعرافی در مراسم افتتاحیه این ارگان در رابطه با اهداف این ارگان گفت: «طلاب (طلبه‌های خارجی) براساس رسالتی که به عهده دارند باید به مفاهیم ارزشمند اسلامی و معنوی توجه داشته باشند و از فرصت‌هایی که انقلاب اسلامی برای آنان فراهم کرده، بهره‌مند شوند. جامعة المصطفی العالمیه، نهادی حوزوی است ولی از تجربیات نوین علمی در جهان نیز بهره‌مند خواهد شد. همه فعالیت‌های این نهاد علمی و آموزشی براساس معیارهای اسلامی، اهداف صلح‌آمیز و هماهنگ با روح وحدت و اخوت اسلامی طراحی شده است». در آبان ۱۳۹۷ علی عباسی با پیشنهاد هیئت امنا و تأیید رهبر انقلاب اسلامی به سمت ریاست جامعة المصطفی العالمیه منصوب شد.

## وظیفه
این مرکز نهادی آموزشی و یکی از ارگان‌های مهم ایران برای گسترش اسلام شیعه در کشورهای دیگر است. این ارگان هم‌اکنون در شهر قم واقع شده و در ۶۰ کشور جهان شعبه‌های خود را دائر کرده است. جامعة المصطفی در کشورهایی که جامعه مسلمان دارند نماینده دارد و از طریق این نماینده افراد مناسب برای آموزش اسلام را شناسایی و آن‌ها را برای آموزش طلبگی به قم اعزام می‌کند. این دانشگاه از بین افراد غیر ایرانی در مقطع دکترا دانشجو می‌پذیرد. جامعة المصطفی حدود ۴۰ هزار طلبهٔ خارجی و ۴۰ هزار فارغ‌التحصیل دارد. علیرضا اعرافی، رئیس سابق این نهاد از زمان تشکیل آن تا سال ۱۳۹۷ در سال ۱۳۸۷ گفته است: «از طریق شبکه جامعة المصطفی در سطح جهان حدود پنجاه میلیون نفر شیعه شده‌اند».
جمهوری اسلامی ایران برای گسترش فرهنگ شیعه و صدور انقلاب اسلامی از طریق دو ارگان اصلی خود شامل سازمان فرهنگ و ارتباطات اسلامی و جامعة المصطفی، استفاده می‌کند. این ارگان‌ها با استفاده از رایزنی فرهنگی در کشورها به فعالیت‌های فرهنگی و مذهبی و آموزش زبان فارسی یا قرآن پرداخته یا نشریات مختلف اسلامی بزبان مردم هر منطقه چاپ و منتشر می‌کنند. به گفته نماینده سید علی خامنه‌ای در استان اصفهان وجود موسساتی مانند جامعة المصطفی فرصتی مناسب برای دعوت اهل سنت به شیعه است. وی طی سخنانی این مرکز را از جمله مراکزی دانست که «در راستای صدور انقلاب اسلامی و نشر ارزش‌های آن گام‌های مؤثری برداشته است.»
وظیفه اصلی مرکز جهانی علوم اسلامی قم که در جامعة المصطفی ادغام شده است انتخاب و اعزام نفرات مستعد برای آموزش‌های اسلامی شیعه است. در واقع این مرکز اصلی‌ترین مرکز آموزش نیروهای خارجی در تشکیلات حوزوی و اعزام طلبه به کشورهای مختلف است. نفرات جذب شده توسط این مرکز به قم اعزام و تحت آموزش قرار می‌گیرند و سپس در مناسبت‌های مختلف مذهبی توسط این مرکز برای فعالیت‌های تبلیغی و مذهبی و برگزاری مراسم سوگواری و غیره به کشورهای مختلف اعزام می‌شوند.
در سال ۱۳۹۰ حداد عادل، رئیس بنیاد سعدی در همایش گسترش زبان فارسی با اشاره به تدریس زبان فارسی در جامعة المصطفی در قم گفت: «بیش از ۱۰ هزار دانشجو در جامعة المصطفای قم مشغول به تحصیل هستند و حضور این همه دانش‌پژوه یعنی آموزش زبان فارسی.».
طبق آماری که در وبگاه جامعة المصطفی اعلام شده، این ارگان تاکنون بیش از ۵۰۰۰۰ مرد و زن را از ۱۲۲ ملیت، تحت تعلیم و تربیت خود داشته که تاکنون، بیش از ۵۰۰۰۰ نفر از آنان دانش‌آموخته شده‌اند.

## آموزش
جامعة المصطفی نزدیک به ۴۰۰۰۰ دانشجوی خارجی دارد. هر ساله از ۱۳۰ ملیت طلبه جذب می‌کند تا در ۲۵۰۰ موضوع که در آن تدریس می‌شود درس مذهبی بخوانند. این مرکز تسهیلات قابل توجهی برای طلبه‌های خارجی در نظر می‌گیرد.
مخاطب اصلی جامعة المصطفی، طلاب غیر ایرانی هستند. اما براساس مصوبه شورای عالی انقلاب فرهنگی تا ۱۰ درصد ظرفیت نیز امکان تحصیل برای طلاب ایرانی وجود دارد.

### تحصیل طلاب اهل سنت
بخشی از طلاب غیر ایرانی پذیرش شده در جامعة المصطفی، از اهل سنت هستند. رئیس جامعة المصطفی گرگان (آغاز به کار در سال ۱۳۷۵) در خصوص وجه تمایز واحد گرگان با دیگر حوزه‌ها توصیح داد: «در حوزه‌های شهرهای دیگر مثل قم، مشهد و تهران همه دانشجویان شیعه هستند بنابراین ممکن است تحصیل برای برخی از دانشجویان غیر ایرانی که مذهبی غیر از شیعه دارند کمی سخت باشد اما در واحد گرگان ورود همه مذاهب آزاد است و بیشتر دانشجویان هم اهل تسنن هستند».
مولوی عبدالحمید امام جمعه زاهدان گفته که برخی از طلاب مرکز گرگان به او مراجعه کرده و گفته‌اند که قصد بازگشت به کشورشان را دارند اما جامعة المصطفی گذرنامه آنان را ضبط کرده است. او از تلاش جامعة المصطفی العالمیه برای جلب اهل سنت به تشیع انتقاد کرد و آن را مغایر با سیاست نزدیکی مذاهب دانست.

## ساختار
ریاست عالی جامعة المصطفی با رهبر جمهوری اسلامی است و تصویب اساسنامه، انتخاب اعضای هیئت امنا، نصب و عزل رئیس جامعه بر عهده او است. نماینده شورای عالی حوزه، دبیرکل مجمع جهانی تقریب مذاهب اسلامی، نمایندگان برخی از دیگر نهادها و سه تا پنج تن از علما و اندیشمندان آشنا به مسائل بین‌الملل به انتخاب رهبر جمهوری اسلامی عضو هیئت امنای این نهاد هستند.
ریاست این نهاد حوزوی بر عهده علیرضا اعرافی بود و هم‌اکنون علی عباسی ریاست این نهاد را بر عهده دارد. این نهاد دارای معاونت‌هایی همچون معاونت آموزشی، معاونت فرهنگی تربیتی و معاونت پژوهشی است. ساختار دانشگاه به شرح ذیل است:
- ریاست مرکز: با سید علی خامنه‌ای است و از هیئت امنا و رئیس مرکز تشکیل شده است.
- هیئت امنا: هیئت امنا مرکب از شخصیت‌های حقوقی و حقیقی است که توسط خامنه‌ای برای مدت ۷ سال انتخاب می‌شود.
- رئیس مرکز: رئیس مرکز با پیشنهاد هیئت امنا و توسط خامنه‌ای برای مدت ۵ سال انتخاب می‌شود.

## دانشگاه مجازی
دانشگاه مجازی المصطفی دانشگاهی مجازی و بین‌المللی است که با مجوز رسمی از وزارت علوم، تحقیقات و فناوری اسلامی ایران زیر نظر جامعة المصطفی العالمیة در سال ۱۳۸۲ تأسیس شد. این دانشگاه با هدف گسترش علوم انسانی، اسلامی و اجتماعی در کشورهای مختلف پایه‌ریزی شده است. همچنین با توجه به اینکه مدرک وزارت علوم ایران به دانش‌آموختگان اعطا می‌شود مدارک علمی آن دارای اعتبار بین‌المللی است. دانشگاه مجازی المصطفی یکی از زیر مجموعه‌های این دانشگاه است که به صورت اینترنتی فعالیت کرده و از دانشجویان غیر ایرانی ثبت نام می‌کند. هم‌اکنون این دانشگاه در سه رشته علوم قرآن و حدیث به زبان فارسی، انگلیسی، عربی، اردو در سطح کارشناسی و کارشناسی ارشد، تفسیر و علوم قرآن به زبان فارسی و عربی در سطح کارشناسی ارشد، فقه الشریعه به زبان فارسی و عربی در سطح کارشناسی و زبان فارسی در سطح کارشناسی دانشجو می‌پذیرد. سایت‌های شهر مجازی قرآن مجید، شهر مجازی زبان و ادبیات فارسی و رادیو اینترنتی جهت فعالیت‌های دانشجویان فعال شده‌اند. این دانشگاه بین‌المللی همه ساله به منظور سنجش علوم و مهارت‌های دانش پژوهان در حوزه قرآن و حدیث مسابقات گسترده‌ای را تحت عنوان المپیاد بین‌المللی قرآن و حدیث در رشته‌های مختلف شفاهی، کتبی و آثار در گروه‌های طلاب غیر ایرانی، خانواده طلاب و استادان المصطفی برگزار می‌کند. تربیت‌بدنی جامعة المصطفی هر ساله المپیادهای فرهنگی ورزشی را جهت سنجش سلامت جسمانی و ترغیب طلاب به ورزش همگانی برگزار می‌نماید. در سال ۱۳۹۴ دهمین المپیاد بین‌المللی فرهنگی ورزشی طلاب، پنجمین المپیاد بین‌المللی فرهنگی ورزشی خانواده طلاب و چهارمین المپیاد منطقه‌ای (خارج از ایران) برگزار شد. همچنین هر ساله جشنواره طوبی را برگزار می‌کند.

### فعالیت علمی و دانشکده‌ها
مقاطع تحصیلی دانشگاه مجازی المصطفی کاردانی، کارشناسی، کارشناسی ارشد و دوره‌های کوتاه مدت و پودمانی است. رشته‌های فقه و حقوق، قرآن و حدیث، اخلاق و تربیت، فلسفه، کلام و عرفان، مطالعات اسلامی، تاریخ و تمدن، ادیان و مذاهب، زبان و ادبیات، علوم انسانی ازجمله رشته‌های تحصیلی این دانشگاه است. آمار ارائه شده برای تعداد دانشجویان این دانشگاه، بیش از هفت هزار نفر از کشورهای مختلف جهان اعلام شده است. همچنین برگزاری دوره‌های کوتاه‌مدت تابستانی، برگزاری کنفرانس بین‌المللی ظرفیت‌شناسی و اثرگذاری فضای مجازی در ارتقای آموزش‌های دینی (مهر ۹۶)، تولید کتاب‌های آموزشی فارسی به غیر فارسی‌زبانان و همچنین تولید نرم‌افزارهای آموزشی فارسی از دیگر فعالیت‌های این دانشگاه است. می‌توان گفت آموزش زبان فارسی به فراگیران غیر ایرانی از طریق فضای مجازی از شاخصه‌های اختصاصی این دانشگاه است که هم‌اکنون بیش از دو هزار و پانصد نفر از هفتاد و شش کشور جهان در حال فراگیری زبان فارسی هستند.
دانشکده‌ها
دانشگاه مجازی المصطفی، شامل شش دانشکده زیر است:
- دانشکده قرآن و حدیث
- دانشکده مطالعات اسلامی
- دانشکده فقه و حقوق
- دانشکده اخلاق و تربیت اسلامی
- دانشکده فلسفه و کلام
- دانشکده زبان و ادبیات

## مراکز وابسته
از دیگر مراکز وابسته به جامعة المصطفی می‌توان از موارد ذیل نام برد:
- پژوهشگاه بین‌المللی المصطفی
- مجتمع عالی فقه (مدرسه حجتیه)
- دانشگاه مجازی امام خمینی
- مدرسه المهدی
- مدرسه بنت‌الهدی
- انتشارات بین‌المللی المصطفی

در خارج از ایران کالج اسلامی لندن، کالج اسلامی اندونزی و واحدهای جامعه المصطفی در لبنان، افغانستان، سوریه، پاکستان، هند، تایلند، تانزانیا، سریلانکا، غنا و بورکینافاسو از جمله واحدهای جامعة المصطفی در خارج اعلام شده است.
دانشگاه بین‌المللی المصطفی در افغانستان در سال ۱۳۹۰ تأسیس شد. پس از تحریم این نهاد توسط آمریکا در سال ۱۳۹۹ وزارت تحصیلات عالی افغانستان اعلام کرد در مورد شاخه این سازمان در افغانستان تصمیم خواهد گرفت.

## بودجه
برآورد بودجه جامعة المصطفی برای سال ۱۳۹۷ ۳۰۵ میلیارد تومان بود. این مقدار در سال ۱۳۹۹ به ۳۰۸ میلیارد تومان رسید. این مؤسسه در سال ۱۴۰۰ نیز مبلغ ۴۶۵ میلیارد تومان از دولت کمک دریافت کرد. در لایحه بودجه ۱۴۰۱ میزان بودجه در نظر گرفته شده برای جامعة المصطفی العالمیه با ۲۴ درصد افزایش نزدیک به ۵۷۷ میلیارد تومان در نظر گرفته شده است. این افزایش بودجه، هدف انتقاد بوده است.

## ارتباط با گروه‌های نظامی و شبه‌نظامی
- به گزارش رویترز به نقل از یک مقام آگاه آمریکایی، جامعة المصطفی پایگاهی برای عملیات برون‌مرزی نیروی قدس سپاه پاسداران است، درحالی‌که خود را یک نهاد علمی با «هویت حوزه‌ای» معرفی می‌کند.[۳۹] بر اساس گزارش وزارت خزانه‌داری آمریکا؛ جامعة المصطفی، شعبه‌هایی در سراسر جهان دارد و همین امر مأموران اطلاعاتی سپاه پاسداران را قادر می‌سازد تا از دانشجویان خارجی و عموماً آمریکایی این دانشگاه، برای جمع‌آوری اطلاعات و عملیات‌هایش استفاده کند. المصطفی ورود گردشگران بی‌اطلاع کشورهای غربی را به ایران تسهیل کرده است که اعضای نیروی قدس سپاه به دنبال جمع‌آوری اطلاعات از آنها بودند.[۴۰]
- روز ۱۷ سپتامبر ۲۰۱۰ سید حسن نصرالله دبیرکل حزب‌الله لبنان، علیرضا اعرافی رئیس جامعة المصطفی و هیئت همراه وی را به حضور پذیرفت. آنها در این دیدار در مورد آخرین چالش‌های جهان اسلام، در چارچوب توطئه بزرگ و مطالعه شده برای کشاندن مسلمانان به جنگهای فرعی و بدور از نبرد اساسی آنها گفتگو کردند.[۴۱] در روز ۶ فروردین ۱۳۹۹ نیز علی عباسی رئیس جامعة المصطفی برای حسن نصرالله دبیرکل حزب‌الله لبنان برای درگذشت مادر همسر وی پیام تسلیت فرستاد.[۴۲][۴۳]
- برخی از دانش‌آموختگان افغانستانی و پاکستانی این مرکز در جنگ سوریه عضو دو لشکر «فاطمیون و زینبیون» شدند.[۴۴]
- بعضی از کشته‌های جنگ ناگورنو قره‌باغ (۲۰۲۰) نیز طلبه‌های عضو جامعة المصطفی بودند. نمونه آن مراسم سوگواری دو روحانی اهل جمهوری آذربایجان و عضو جامعة المصطفی به نام‌های «علم الدین ولیش اُف» و «معارف صفراُف» در قم بود. در این مراسم اعلام شد که آنها در منطقه قره‌باغ و در درگیری با ارمنستان کشته شده‌اند.[۵]
- در سال ۱۳۹۵ دادستان‌های کوزوو خواستار اخراج یک روحانی ایرانی به نام حسن آذری شدند که به عنوان نماینده جامعة المصطفی در این کشور فعال بود. او متهم شد که منابع و محل خرج صدها هزار یورو را که بین سال‌های ۲۰۰۵ تا ۲۰۱۵ هزینه شده، افشا نکرده است.[۵]

## تحریم
ایالات متحده آمریکا بر اساس قوانین ضدتروریسم، مرکز آموزش علوم دینی «جامعة المصطفی العالمیه» را به اتهام ارتباط با فعالیت‌های نظامی-اطلاعاتی نیروی قدس سپاه پاسداران تحریم کرد.
در ۹ آبان ۱۴۰۱ ملانی جولی، وزیر امور خارجه کانادا اعلام کرد که دولت کانادا، نیروی انتظامی ایران و جامعة المصطفی را به فهرست تحریم‌های خود اضافه می‌کند. وی افزود ایران از جامعة المصطفی که در چندین کشور شعبه دارد برای گسترش ایدئولوژی خود در خارج از کشور و استخدام نیروهای شبه‌نظامی خارجی استفاده می‌کند.

## کرونا و سفر طلاب چینی به قم
در اسفند ۱۳۹۸ محمدحسین بحرینی، رئیس دانشگاه علوم پزشکی مشهد در گفتگو با رسانه‌های داخلی گفته بود که آمار مرگ و میر بالای کرونا در ایران به دلیل حضور ۷۰۰ طلبه چینی در حوزه علمیه قم است. مولوی عبدالحمید، امام جمعه و پیشوای اهل تسنن زاهدان، گفت: دانشجویان چینی که در دانشگاه بین‌المللی المصطفی (MIU) تحصیل می‌کنند ویروس کرونا را به ایران آورده‌اند.